# Leporellus pictus
Leporellus pictus es una especie de pez de agua dulce del género Leporellus, de la familia Anostomidae y del orden de los Characiformes. Habita en el centro de Sudamérica, en la cuenca del Plata, en el norte de la Argentina, Bolivia, Paraguay, y en el centro y sudeste del Brasil. 

## Taxonomía
Esta especie fue descrita originalmente en el año 1859 por el ictiólogo danés Rudolf Kner. La localidad tipo es: Irisanga (Orissanga) São Paulo, Brasil.